# Universidad Autónoma Metropolitana Unidad Iztapalapa

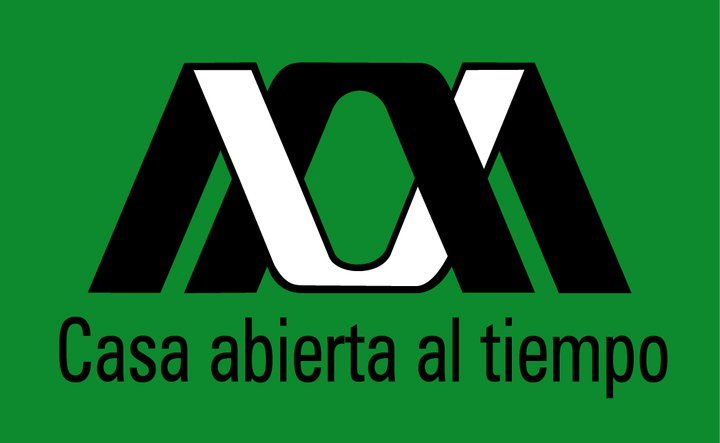
Monograma y lema de la Universidad Autónoma Metropolitana con el color verde de la Unidad Iztapalapa.

La UAM Iztapalapa es la Unidad Académica de la Universidad Autónoma Metropolitana  (UAM) en la zona oriente de la Ciudad de México. Ofrece 26 licenciaturas y 27 posgrados (especialidades, maestrías y doctorados) y cuenta con unidades de investigación científica. Su objetivo es atender la demanda educativa debida a la creciente urbanización de la zona y al asentamiento, en especial en la alcaldía Iztapalapa, de pequeñas y medianas empresas.

## Historia
La unidad Iztapalapa de la UAM fue la primera en iniciar la construcción de edificios e instalaciones. Se compró un predio de 177,955 metros cuadrados en la delegación Iztapalapa para iniciar los trabajos. 
Su construcción se planeó en 6 etapas:
Durante la primera y segunda etapas (1973-1974) se construyeron el edificio de aulas "D", con 4,941 metros cuadrados; el edificio de aulas "C", con 4,368 metros cuadrados; el edificio de Rectoría ("A"), con 3,639 metros cuadrados. Cerca del edificio "A" se construyeron los edificios de laboratorios ("R"), con 5,844 metros cuadrados, y el edificio de baños, vestidores, canchas de squash y cafetería, con 5,299 metros cuadrados. En total 24,091 metros cuadrados construidos.
En la tercera etapa, ejecutada en 1975, se construye el edificio de la división de CSH ("H"), con 4,776 metros cuadrados, así como la urbanización correspondiente.
La cuarta etapa, realizada en 1976, incluyó al edificio de la división de CBS ("S"), con 9,148 metros cuadrados, y el edificio de Servicios, Operación y Mantenimiento ("Q"), con 2,324 metros cuadrados. En total 11,472 metros cuadrados construidos.
En 1982 se consolidó la planta física de la unidad, al construirse las plantas piloto 1, 2 y 4, y el edificio de la división de CBI ("T"); el edificio de aulas "B", con las oficinas de Sistemas Escolares y el Teatro del Fuego Nuevo (planta baja); la Biblioteca (edificio "L"), las bodegas (edificios "O" y "U"), así como la Sala Cuicacalli (edificio "G"). Un aumento del área de construcción de casi 29,000 metros cuadrados.

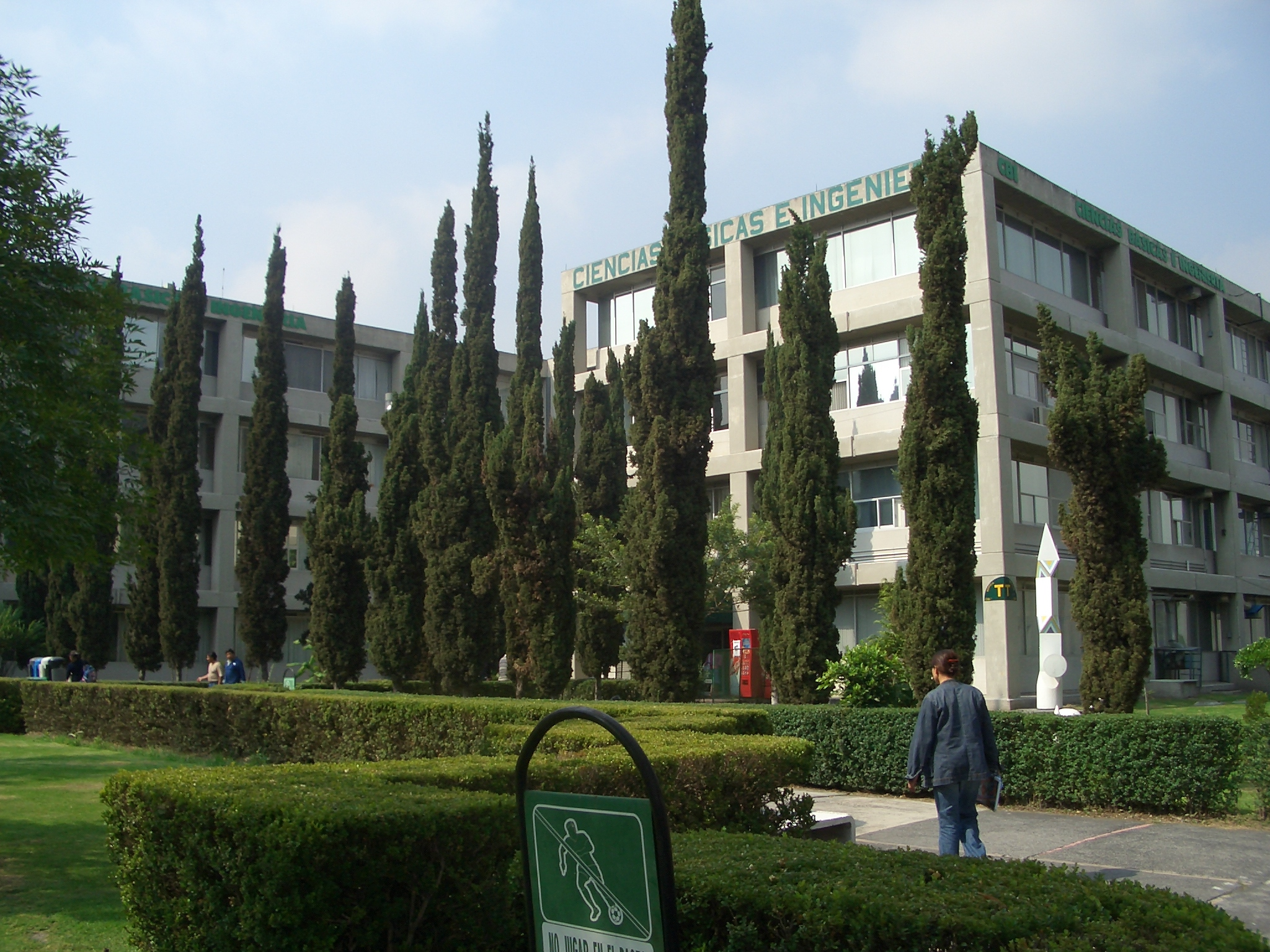
Foto del edificio que alberga laboratorios y oficinas de la división de CBI.

Durante el decenio de los ochenta se construyó el edificio de aulas "E" y los servicios audiovisuales (planta baja del edificio de aulas "C")
En el decenio de los noventa se construyeron los anexos de los edificios "T" y "S", con 5,313 y 3,039 metros cuadrados, respectivamente; el anexo del edificio "H" y el edificio "F", que aunados al edificio "H" representan un total de 9,305 metros cuadrados de cubículos y aulas.
En el año 2000 se construyen los edificios "W" (Cenica), el laboratorio central (edificio "I") y el anexo del "I"; con esto la superficie construida logra alrededor de 100,000 metros cuadrados.
Actualmente se construye el edificio de "Ciencia y Tecnología"  que se pretende terminar en la primavera del 2013, además se han concluido la ampliación de la cafetería y del teatro al aire libre.
El sismo del 19 de septiembre de 2017 afectó el edificio de la División de Ciencias Biológicas y de la Salud. Desde esa fecha ese edificio esta deshabilitado y los laboratorios de docencia e investigación ocupan espacios temporales, así como las oficinas administrativas y los cubículos de profesores de dicha División. Sin embargo, cerca de un 30% de los Profesores afectados carece de espacio de trabajo. Todavía no se tienen fechas probables para su reconstrucción.

### Fundación
La Unidad Iztapalapa inicia formalmente actividades el 30 de septiembre de 1974, bajo la rectoría del Dr. Alonso Fernández González. 
En julio de ese año se designa como primer Director de la División de Ciencias Básicas e Ingería (CBI) al Dr. Carlos Graef Fernández, quien obtuvo el doctorado en el MIT (Massachusetts Institute of Technology), Premio Nacional en Ciencias, exdirector del Instituto de Física de la UNAM, así como catedrático invitado en Harvard. En la División de Ciencias Sociales y Humanidades (CSH) se designa como Director al Dr. Luis Villoro Toranzo el 16 de junio de 1974, filósofo de la UNAM y reconocido intelectual a nivel nacional e internacional. Se nombra Director de la División de Ciencias Biológicas y de la Salud (CBS) al Dr. Carlos Beyer Flores, también reconocido como un eminente investigador. La Secretaría de Unidad la ocupó el Físico Sergio Reyes Luján, quien fungía como Director del Centro de Instrumentos de la UNAM, tomando posesión el 1 de marzo de 1974.

### Emblema
El emblema institucional fue desarrollado por el primer Rector General de la UAM, el destacado arquitecto mexicano Pedro Ramírez, en 1974.
El emblema de la UAM es una estilización de su anagrama, en el que se presentan las iniciales enlazadas de la institución, en una especie de segmento de la cadena de ADN. Bajo el anagrama se encuentra el lema de la universidad. El emblema representa a la institución como una universidad flexible y abierta a todo el conocimiento y a las transformaciones históricas. Al mismo tiempo, es el símbolo de una institución estable y sólida.

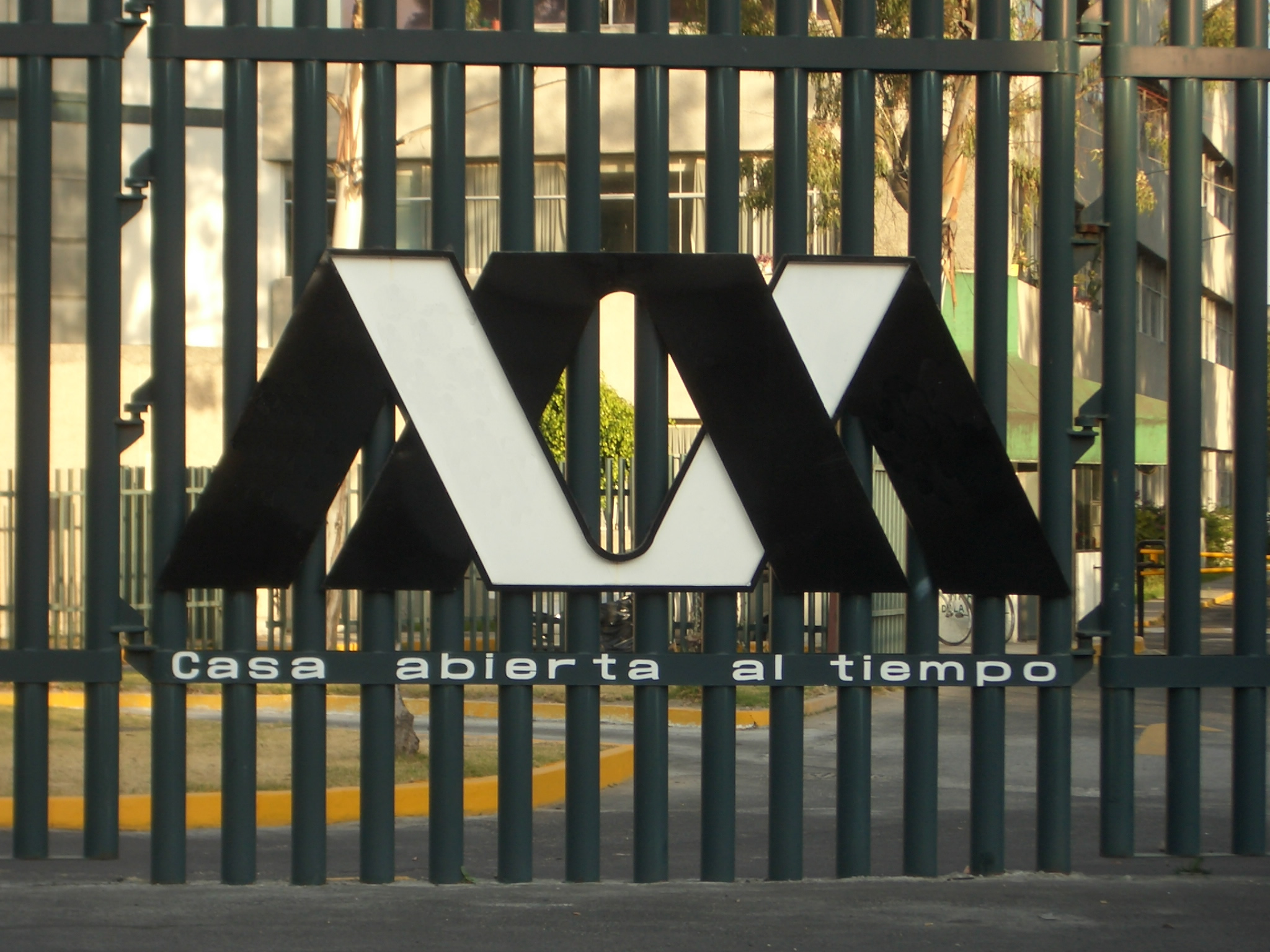
Foto de la reja perimetral de la UAM-Iztapalapa.

La mascota de la UAM es la pantera negra, con el que se conoce a la selección de fútbol americano de esta casa de estudios en la liga mexicana de fútbol americano.

## Autoridades
Rector: Dra. Verónica Medina Bañuelos
Secretario de Unidad: Dr. Juan José Ambriz García
- Director Ciencias Sociales y Humanidades: Dr. José Régulo Morales Calderón (2022-2026)
- Director Ciencias Básicas e Ingenierías: Dr. Román Linares Romero  (2022-2026)
- Director Ciencias Biológicas y Salud: Dr. José Luis Gómez Olivares (2021-2025)

### Bibliotecas[3]
La Biblioteca de la UAM Iztapalapa se encuentra en el Edificio "L". A su interior se encuentra la:
- Sección de Sistemas Bibliotecarios
- Hemeroteca
- Librería
- Centro de Estudios de la Democracia y Elecciones (CEDE)

### Centros culturales
Actualmente se tiene el proyecto de la creación del Centro Cultural Metropolitano, en el predio conocido como "el gallito", en un terreno anexo a la unidad.
Constará de un auditorio, museo,  salas de  exposiciones,  foro al aire libre.

### Museo Gota de Agua
En el Cerro de la Estrella se tiene proyectado un museo sobre el vital líquido.

#### Centro cultural "Casa de las bombas"
La casa de las bombas es un espacio de convivencia y recreación que sirve de enlace con la comunidad que pertenece o no a la comunidad UAM, en este centro se manifiestan diversas actividades culturales como:
- Talleres artísticos y culturales
- Ciclos de conferencias
- Exposiciones temporales (fotografía, pintura, escultura, obra gráfica, grabado, arte objeto)
- Espectáculos (danza, teatro, música)
- Ciclo de cine
- Cursos infantiles de verano
- Educación abierta (nivel preparatoria)
- Biblioteca y libro club
- Servicio social

Ubicación
Este espacio está ubicado fuera de la instalaciones de la UAM-I, en Gregorio Torres Quintero y prolongación Quetzal S/N, Col. La Purísima.

## Organización

### Modelo educativo
Entre sus principales características esta la división en Departamentos y Áreas de Investigación la docencia esta plenamente ligada a ellas. El Consejo Académico en su sesión 474 aprobó el Modelo Académico de Construcción Colaborativa del Aprendizaje que guía la labor docente de esta Unidad.
El calendario es trimestral.

### Divisiones académicas
- CBI Ciencias Básicas e Ingeniería

```
* Física
* Ingeniería de Procesos e Hidráulica
* Ingeniería Eléctrica
* Matemáticas
* 
Química

* Computación
```

- CBS Ciencias Biológicas y de la Salud

```
* Biología
* Biología de la Reproducción
* Biotecnología
* Ciencias de la Salud
* Hidrobiología
```

- CSH Ciencias Sociales y Humanidades

```
* Administración
* Antropología Social
* Ciencia Política
* Economía
* Filosofía
* Geografía Humana
* Historia
* Letras hispánicas
* Lingüística
* Psicología Social
* Sociología
```

### Servicio social
Es obligatorio al nivel licenciatura.

### Financiamiento
Universidad publica cuyo principal financiamiento es el presupuesto que le otorga la Federación

### Sindicato
El Sindicato Único de Trabajadores de la Universidad Auntónoma Metropolitana es quien tiene la titularidad del Contrato Colectivo de Trabajo (SITUAM), en él se agrupan tanto los trabajadores académicos como administrativos.

## Oferta académica
En 2017, la UAM-Iztapalapa cuenta con 27 programas de licenciatura y 28 de posgrado, organizados en sus tres Divisiones Académicas:
División de Ciencias Básicas e Ingeniería
- Licenciatura en Computación (véase Computación)
- Ingeniería Biomédica (véase Biomédico)
- Ingeniería en Electrónica (véase Electrónica)
- Ingeniería Hidrológica (véase Hidrología)
- Ingeniería Química (véase Química)
- Licenciatura en Física (véase Física)
- Licenciatura en Matemáticas (véase Matemáticas)
- Licenciatura en Química (véase Química)
- Ingeniería en Energía (véase Energía)
- Licenciatura en Ciencias Atmosféricas

División de Ciencias Biológicas y de la Salud
- Biología (véase Biología)
- Biología Experimental (véase Biología Experimental)
- Hidrobiología (véase Hidrobiologia)
- Ingeniería Bioquímica Industrial (véase Bioquímica)
- Ingeniería de los Alimentos (véase Ingeniería de Alimentos)
- Producción Animal (véase Producción Animal)

División de Ciencias Sociales y Humanidades
- Licenciatura en Antropología Social (véase Antropología Social)
- Licenciatura en Administración (véase Administración)
- Licenciatura en Ciencia Política (véase Ciencia Política)
- Licenciatura en Economía (véase Economía)
- Licenciatura en Filosofía (véase Filosofía)
- Licenciatura en Geografía Humana (véase Geografía Humana)
- Licenciatura en Historia (véase Historia)
- Licenciatura en Letras Hispánicas (véase Letras Hispánicas)
- Licenciatura Lingüística (véase Lingüística)
- Psicología Social (véase Psicología Social)
- Sociología (véase Sociología)

### Ingreso
Desde su origen, en 1974, la UAM estableció un modelo académico diferente al de la mayor parte de las instituciones de educación superior del país. Este modelo se distingue por tres características:
1. El sistema departamental. Tiene como objetivo favorecer el trabajo académico en equipo, enriquecer la formación de los alumnos y diversificar los planes y programas de estudio de la licenciatura y posgrado.
2. Planta académica. Conformada fundamentalmente por personal de tiempo completo, realiza sus actividades integrando la docencia, la investigación, la extensión y difusión de cultura.
3. Plan Trimestral. Permite distribuir la carga académica de manera más eficiente durante el año escolar.

## Rectores
- Alonso Fernández (1974-1978)
- Fernando Salmerón Roiz (1978-1979)
- Adolfo Rosado García (1980-1984)
- Jorge Martínez Contreras (1984-1988)
- Gustavo A. Chapela Castañares (1988-1989)
- Julio Rubio Oca (1990-1993)
- José Luis Gázquez Mateos (1994-1997)
- Luis Mier y Terán Casanueva (1998-2002)
- José Lema Labadie (2002-2005)
- Oscar Armando Monroy Hermosillo (2006-2010)
- Javier Velázquez Moctezuma (2010-2014)
- Octavio Nateras Domínguez (2014-2018)
- Rodrígo Díaz Cruz (2018-2022)
- Verónica Medina Bañuelos (2022-2026)

## Medios de comunicación y publicaciones

### Radio
94.1 UAM Radio

### Revistas estudiantiles
- NAP: NOTA AL PIE, Revista Estudiantil Oficial de la Licenciatura en Ciencia Política
- Bricolaje. Revista de Estudiantes de Antropología Social y Geografía Humana

## Actividades deportivas
Entre los meses de septiembre y diciembre se realizan varias competencias deportivas tales como: 
- Olimpiada UAM: Los mejores deportistas de cada disciplina compiten entre sí y contra otros de otras unidades.
- Convivencia Deportiva: Cualquier integrante de la Universidad (estudiante, profesor o trabajador) puede participar en los torneos internos que realiza cada unidad.
- Serial atlético "Corriendo por la UAM": Son carreras o caminatas de diferentes distancias, en las cuales puede participar cualquier persona integrada a la universidad. Existe un serial por cada unidad y están en fechas diferentes.
- FestiUAM: Son actividades deportivas tales como: Ajedrez, Voleibol, Karaoke, Circuito recreativo, Dominó, etc.